# Бирманская курносая обезьяна
Бирманская курносая обезьяна, или Ринопитек Страйкера (лат. Rhinopithecus strykeri) — вид тонкотелых обезьян, обитающий исключительно в северной Бирме. Обнаружен в 2010 году, биноминальная номенклатура дана Томасом Гейссманном в соавторстве с другими исследователями. Из-за особенностей строения носа чихает во время дождя, так как вода попадает им нос. В непогоду они прячутся под ветками деревьев и опускают голову вниз.
Своё научное название вид получил в честь Джона Страйкера, основателя частного фонда «Аркус», занимающегося, помимо прочего, вопросами сохранения обезьян и мест их обитания.